# Paul Ratcliffe
Pour les articles homonymes, voir Ratcliffe.
Paul Ratcliffe, né le 12 novembre 1973 à Salford, est un kayakiste britannique pratiquant le slalom.

## Palmarès

### Jeux olympiques de canoë-kayak slalom
- 2000 à Sydney,  Australie
  -  Médaille d'argent en K-1 slalom [1]